# تامی باهاما
تامی باهاما (انگلیسی: Tommy Bahama) شرکت پوشاک آمریکایی است، که در سال ۱۹۹۳ تأسیس شد.